# (2172) Plavsk
(2172) Plavsk (1973 QA2; 1949 XJ; 1965 AL; 1978 PL) ist ein Asteroid des äußeren Hauptgürtels, der am 31. August 1973 von der sowjetischen Astronomin Tamara Michailowna Smirnowa am Krim-Observatorium in Nautschnyj (IAU-Code 095) entdeckt wurde.

## Benennung
(2172) Plavsk wurde nach Plawsk, der Hauptstadt der Rajon Plawsk in der Oblast Tula (Zentralrussland), benannt. Plawsk betreibt eine Städtepartnerschaft mit der ukrainischen Stadt Henitschesk (Namengeber für den Asteroiden (2093) Genichesk) – der Geburtsort der Entdeckerin Tamara Michailowna Smirnowa.